# Dong Zhiming
Dong Zhiming (chinesisch 董枝明; * Januar 1937 in Weihai; † 20. Oktober 2024) war ein chinesischer Paläontologe, bekannt als Ausgräber von Dinosaurier-Fossilien in China.
Dong Zhiming studierte in Peking Biologie und ging nach dem Abschluss 1962 an das Institut für Wirbeltierpaläontologie und Paläoanthropologie (IVPP) in Peking, damals unter Leitung des Nestors der chinesischen Wirbeltier-Paläontologie, Yang Zhongjian. 1963 fand er seine ersten Dinosaurierfossilien (von Sauropoden) in der autonomen Region Xinjiang als Teil eines Teams von Wirbeltier-Paläontologen des Instituts. In der Kulturrevolution ab 1965 wurde er aufs Land geschickt und kartografierte später in Südchina. Er hielt aber weiter Kontakt zum IVPP, dessen Arbeit aber in der Kulturrevolution zum Erliegen kam. 1975 stieß er auf einer Baustelle zufällig auf eine große Dinosaurierfundstelle aus dem mittleren Jura bei Dashanpu, wo über 100 Exemplare meist von Sauropoden geborgen wurden (Shunosaurus, Datousaurus, Omeisaurus). Sie stammen aus einer Zeit, aus der sonst kaum Dinosaurierfossilien gefunden wurden und in der die Sauropoden sich zu großen Formen zu entwickeln begannen. 1980 wurde die Fundstelle unter Naturschutz gestellt und 1987 ein Museum an der Fundstelle eröffnet (Dinosaurier-Museum Zigong). Dong konnte nun ins Ausland reisen und organisierte mit den Kanadiern Philip Currie und Dale Russell 1985 ein chinesisch-kanadisches Gemeinschaftsprojekt für Ausgrabungen. Sie stießen im Junggar-Becken der Region Xinjiang auf eine große Sauropodenfundstelle und konnten dabei elf neue Arten beschreiben (wie etwa Mamenchisaurus). Seine Funde warfen auch neues Licht auf die Ausbreitung der Dinosaurier von Asien nach Nordamerika. Er sieht in dem von ihm gefundenen Archaeoceratops einen Vorläufer der Ceratopsier in Nordamerika wie Triceratops der Kreide.
Ein Raubsaurier, Sinraptor dongi, wurde von Currie und anderen nach ihm benannt. Er selbst benannte zum Beispiel den am Himmelssee im Tian Shan gefundenen Tianchiasaurus nedegoapeferima nach den Stars des Films Jurassic Park in Anerkennung einer Spende von Steven Spielberg für das IVPP.
Insgesamt fand er in Ausgrabungen in China (und beschrieb) bis 1997 18 neue Gattungen von Dinosauriern, wobei er in den harten Sandsteinen Chinas auch für westliche Paläontologen unkonventionelle Methoden (Sprengungen) benutzte.
2000 wurde er Ehrenmitglied der Society of Vertebrate Paleontology.
Er war verheiratet und hatte einen Sohn und eine Tochter.

## Schriften
- Dinosaurs from China. British Museum of Natural History u. a., London u. a. 1988, ISBN 0-565-01073-5.
- Dinosaurian Faunas of China. China Ocean Press, Peking u. a. 1992, ISBN 3-540-52084-8.